# Джей (Оклахома)
Джей (англ. Jay) — місто (англ. city) в США, в окрузі Делавер штату Оклахома. Населення — 2425 осіб (2020).

## Географія
Джей розташований за координатами 36°25′36″ пн. ш. 94°47′48″ зх. д. / 36.42667° пн. ш. 94.79667° зх. д. (36.426771, -94.796678).  За даними Бюро перепису населення США в 2010 році місто мало площу 8,22 км², уся площа — суходіл. В 2017 році площа становила 8,65 км², уся площа — суходіл.

## Демографія
Згідно з переписом 2010 року, у місті мешкало 2448 осіб у 922 домогосподарствах у складі 589 родин. Густота населення становила 298 осіб/км².  Було 1083 помешкання (132/км²).
Расовий склад населення:
| - 45,7 % — білих - 39,2 % — корінних американців - 1,1 % — азіатів - 0,4 % — чорних або афроамериканців - 2,9 % — осіб інших рас |

До двох чи більше рас належало 10,8 %. Частка іспаномовних становила 6,3 % від усіх жителів.
За віковим діапазоном населення розподілялося таким чином: 26,6 % — особи молодші 18 років, 58,7 % — особи у віці 18—64 років, 14,7 % — особи у віці 65 років та старші. Медіана віку мешканця становила 35,8 року. На 100 осіб жіночої статі у місті припадало 94,9 чоловіків;  на 100 жінок у віці від 18 років та старших — 87,7 чоловіків також старших 18 років.
Середній дохід на одне домашнє господарство  становив 36 593 долари США (медіана — 23 110), а середній дохід на одну сім'ю — 46 247 доларів (медіана — 30 781). Медіана доходів становила 33 333 долари для чоловіків та 25 677 доларів для жінок. За межею бідності перебувало 34,4 % осіб, у тому числі 36,3 % дітей у віці до 18 років та 17,8 % осіб у віці 65 років та старших.
Цивільне працевлаштоване населення становило 996 осіб. Основні галузі зайнятості: освіта, охорона здоров'я та соціальна допомога — 27,3 %, виробництво — 16,1 %, мистецтво, розваги та відпочинок — 10,6 %, роздрібна торгівля — 9,3 %.